# Filipijnse sambar
De Filipijnse sambar (Rusa marianna soms ook wel Cervus mariannus) is een zeldzame hertensoort die van oorsprong alleen op de Filipijnen voorkomt.

## Algemeen
De Filipijnse sambar is gemiddeld van grootte met een rossig bruine vacht. Een gemiddeld mannetje weegt zo'n 40 tot 60 kilogram.

## Verspreiding en leefgebied
De Filipijnse sambar komt van oorsprong alleen op de Filipijnen voor. De soort is echter ook geïntroduceerd op de Marianen. In de Filipijnen kan de soort op veel plaatsen gevonden worden, met uitzondering van Batanes, de Negros-Panay bioregio, Palawan en de omliggende eilanden en de Sulu-eilanden.
Het leefgebied van de Filipijnse sambar zijn de oerwouden en bossen tot zo'n 2900 meter hoogte.